# أرشيبالد آرتشر
أرشيبالد آرتشر (بالنرويجية البوكمول: Archibald Archer)‏ هو سياسي نرويجي، ولد في 18 مارس 1820 في المملكة المتحدة، وتوفي في 6 فبراير 1902 في لندن في المملكة المتحدة. انتخب وزير مالية كوينزلاند ‏ وانتخب عضو المجلس التشريعي ولاية كوينزلاند.